# Gewässersystem der Helmeniederung
Das Gewässersystem der Helmeniederung ist ein FFH-Gebiet in den Städten Kelbra (Kyffhäuser), Sangerhausen und Allstedt und den Gemeinden Berga, Südharz, Edersleben, Wallhausen und Brücken-Hackpfüffel im Landkreis Mansfeld-Südharz in Sachsen-Anhalt.

## Allgemeines
Das FFH-Gebiet besteht aus mehreren Teilflächen mit flächenhaften Teilen, die circa 117 Hektar umfassen und linienhaften Teilen mit einer Gesamtlänge von circa 122 km (beim Bundesamt für Naturschutz ist die Größe des FFH-Gebietes mit 234 Hektar angegeben).
Im Westen grenzt das FFH-Gebiet an das EU-Vogelschutzgebiet „Helmestausee Berga-Kelbra (Anteil Sachsen-Anhalt)“, mit dem es sich auch teilweise überlagert, sowie kleinflächig an die FFH-Gebiete „Helme mit Mühlgräben“ und „Thyra im Südharz“ und überschneidet sich mit dem Landschaftsschutzgebiet „Helmestausee Berga-Kelbra“, im Südosten grenzt es kleinflächig an das FFH-Gebiet „Mönchenried und Helmegräben bei Artern“. Außerdem überschneidet es sich südwestlich von Sangerhausen mit den Naturschutzgebieten „Helme bei Martinsrieth“ und „Hackpfüffler See“. Es ist durch die Landesverordnung zur Unterschutzstellung der Natura 2000-Gebiete im Land Sachsen-Anhalt (N2000-LVO LSA) seit dem 21. Dezember 2018 rechtlich gesichert. Zuständige untere Naturschutzbehörde ist der Landkreis Mansfeld-Südharz.

## Beschreibung
Das FFH-Gebiet umfasst den Abschnitt der Helme von der Landesgrenze zu Thüringen bis zur Talsperre Kelbra und erstreckt sich unterhalb der Talsperre Kelbra in der Goldenen Aue von der Talsperre bis zur Landesgrenze nach Thüringen südlich von Sangerhausen. Es umfasst die weitestgehend ausgebauten Gewässerläufe von Helme und Kleiner Helme und zahlreiche damit in der Verbindung stehende Gräben in der Helmeniederung einschließlich ihrer Uferbereiche sowie mehrere Gipskarstseen und eine kleinflächige Binnensalzstelle.
In den Gewässerläufen ist Wasservegetation mit Einfachem Igelkolben, Kammlaichkraut, Sumpfwasserstern, Flutendem Wasserhahnenfuß, Schildwasserhahnenfuß, Flutendem Schwaden, Schwanenblume, Bachbunge, Steifer Winterkresse, Kleinblättriger Brunnenkresse und Gewöhnlichem Quellmoos ausgebildet. Die Gewässerläufe werden vielfach von Gehölzen und Uferstaudenfluren begleitet. Feuchte Hochstaudenfluren werden unter anderem von Rohrglanzgras, Echter Zaunwinde, Wasserdarm und Blutweiderich gebildet. Vielfach breitet sich Drüsiges Springkraut als invasiver Neophyt aus. Artenreiche Grünländer sind teilweise in das FFH-Gebiet einbezogen. Hier siedeln Glatthafer, Wiesenfuchsschwanz, Wiesenstorchschnabel, Wiesenlabkraut, Silau, Kleine Bibernelle und Wilde Möhre. Dazu gesellen sich teilweise Spitzwegerich, Wiesenpippau und Herbstlöwenzahn sowie auf trockeneren Standorten auch Margerite, Pastinak und Große Bibernelle. In dem als Naturschutzgebiet „Helme bei Martinsrieth“ ausgewiesenen Bereich südwestlich von Sangerhausen sind kleinflächig Weichholzauwälder mit Schwarzerle und Gemeiner Esche ausgebildet. Der ebenfalls südwestlich von Sangerhausen liegende und ebenfalls als Naturschutzgebiete ausgewiesene Bereich des Hackpfüffler Sees beinhaltet als Besonderheit die einzigen Gipskarstseen in Sachsen-Anhalt. In dem Bereich ist eine durch den Aufstieg salzhaltigen Wassers entstandene Binnensalzstelle mit entsprechender Vegetation aus Salzbinse, Stranddreizack und Strandmilchkraut zu finden, zu denen sich Gewöhnliche Strandsimse und Falsche Fuchssegge gesellen.
Die Gewässerläufe beherbergen Vorkommen von Barbe, Bachforelle, Groppe, Elritze und Bachneunauge. Weiterhin ist von hier der einzige autochthone Bestand der Äsche in Sachsen-Anhalt bekannt. Insbesondere die Bestände von Äsche und Barbe sind jedoch stark rückläufig. Weiterhin ist hier der Edelkrebs zu finden. Die Kleine Helme beherbergt auch Vorkommen der Bachmuschel, allerdings aufgrund der Verschlammung der Gewässersohle nur in sehr geringer Besiedlungsdichte.
Das Gebiet ist Lebensraum für verschiedene Libellenarten, darunter Grüne Flussjungfer, Vogelazurjungfer und Helmazurjungfer, wobei letztere hier einen Verbreitungsschwerpunkt in Sachsen-Anhalt hat, sowie Amphibien wie Moorfrosch, Laubfrosch, Knoblauchkröte und Kreuzkröte. Riede am Hackpfüffler See beherbergen Vorkommen der Schmalen Windelschnecke. Das Gebiet ist auch Lebensraum des Fischotters und verschiedener Fledermausarten.